# 世戶口政良
世戶口 政真（1546?－1600年），日本戰國時代、安土桃山時代武將，又姓瀨戶口，通稱主殿助、十兵衛、紹兵衛，為立花家臣。

## 生平

### 輔主佐政
世戶口政真出身自大藏春實的後裔原田氏，原為大友氏的家臣，後成為大友氏轄下的高橋氏家臣；他跟隨當主高橋紹運隨大友軍征討筑前，據載其為人忠直且重視節義，並因擅長弓術以及水戰泳術而受到紹運信賴。
天正9年（1581年），高橋紹運之子高橋統虎(即立花宗茂）成為立花道雪的養子，於出發至立花山城前一晚，高橋紹運舉行宴會，除了對統虎訓話，也吩咐太田成方與政真一起成為統虎的後見役，此時政真從紹運處受領「紹」字，改稱「紹兵衛」並受賜一把9寸5分的短刀，紹運又提醒政真說到:「古人言勇將之下無弱卒，道雪公是被讚賞為天下無雙的剛將，其麾下忠勇義烈之士亦不少。望你能夠出言輔導統虎，令他可以成長為不損勇將家門名譽之繼承者。若統虎往後的行為舉止無法獲得立花家信任的話，便用此刀切腹謝罪吧。」深知責任重大的政真深深牢記紹運的話，與太田成方共同伴隨統虎前往立花家。之後統虎順利在立花家元服，繼承立花家的名號。
立花道雪亦知曉政真為忠義高節之士，給予俸祿5百石，令其作為統虎的輔佐役。往後政真在立花軍旗下轉戰各地，立功不少。
天正15年（1587年），立花家經過參與豐臣秀吉發動的「九州征伐」受到讚揚而得以受領筑後柳川成為大名。
之後豐臣秀吉於文祿元年~慶長3年（1592~1598年）發動「朝鮮戰役」，世戶口政真作為立花家32槍柱與力頭之一隨軍參與後安全歸國，但當年同為輔佐統虎的太田成方卻於這當中的慶長之役戰死朝鮮。

### 射印勸降
慶長5年（1600年），立花家以西軍身分參與「關原之戰」，被派往攻打中途叛變至東軍的京極高次所統領之大津城。9月14日，在大津城因立花家攻勢而即將陷落之際，攻城總大將毛利元康派遣高野山的木食上人前往勸降，此時統虎打算保全京極高次的性命，和重臣小野鎮幸、十時連貞商量後決定以箭書的方式傳達訊息給高次；統虎親筆寫完書信後，指派在家族中堪稱弓術一流的世戶口政真擔任射手，而政真從統虎手中接過書信，拔掉帶鏑的箭並將書信綁牢在上面。此時統虎瞧見距離數十町遠、插在城中且略高於其他四面旗幟的京極高次馬印後，決定令政真射落該馬印。
此時政真說到:「在各諸侯環視之下，若沒射中將不只是自身的恥辱亦會令立花家名譽掃地，然而既然是主命實難以抗拒，我當下定決心必中京極殿馬印。」
隨後政真成功射落該旗幟、箭矢穿透至城內，兩軍士兵見狀發出讚嘆喝采，並稱讚他的弓術為「真乃那須與一的扇射再現」，而京極高次在收到並讀過該書信後感受到統虎誠懇的心意，於9月15日開城投降。

### 引咎自裁
之後於9月底，立花軍因為西軍戰敗而撤軍返回柳川，乘船回程途中，政真的船在經過長門的壇之浦時遇到暴風雨，其中乘有30餘名弓足輕的船隻遭海水翻覆，成功游泳至岸邊的僅有政真和其一名隨從；根據記載，此時政真對該名隨從自責表示：「我竟然讓殿下引以為傲的這些勇士們溺死了，徒留我一人怎有面目再去面對殿下？在此我將切腹謝罪！」他說完便切腹而亡。該名隨從在返抵柳川後，對主君統虎報告政真的決定，統虎對此深感悲傷，令其子世戶口政良繼承其名跡。